# Shrek 5
Shrek 5 este un viitor film de animație și comedie din anul 2026 produs de studioul DreamWorks Animation, Este regizat de Walt Dohrn. Vocile sunt asigurate de Mike Myers, Eddie Murphy și Cameron Diaz.

## Distribuție
- Mike Myers ca Shrek
- Eddie Murphy ca Donkey
- Cameron Diaz ca Princess Fiona